# كيندال بيك
كيندال بيك (بالإنجليزية: Kendall Beck)‏ هي لاعبة جمباز فني أمريكية، ولدت في 6 أغسطس 1981.

## وصلات خارجية
- كيندال بيك على موقع الاتحاد الدولي للجمباز (biography) (الإنجليزية)